# Nina Tomaselli

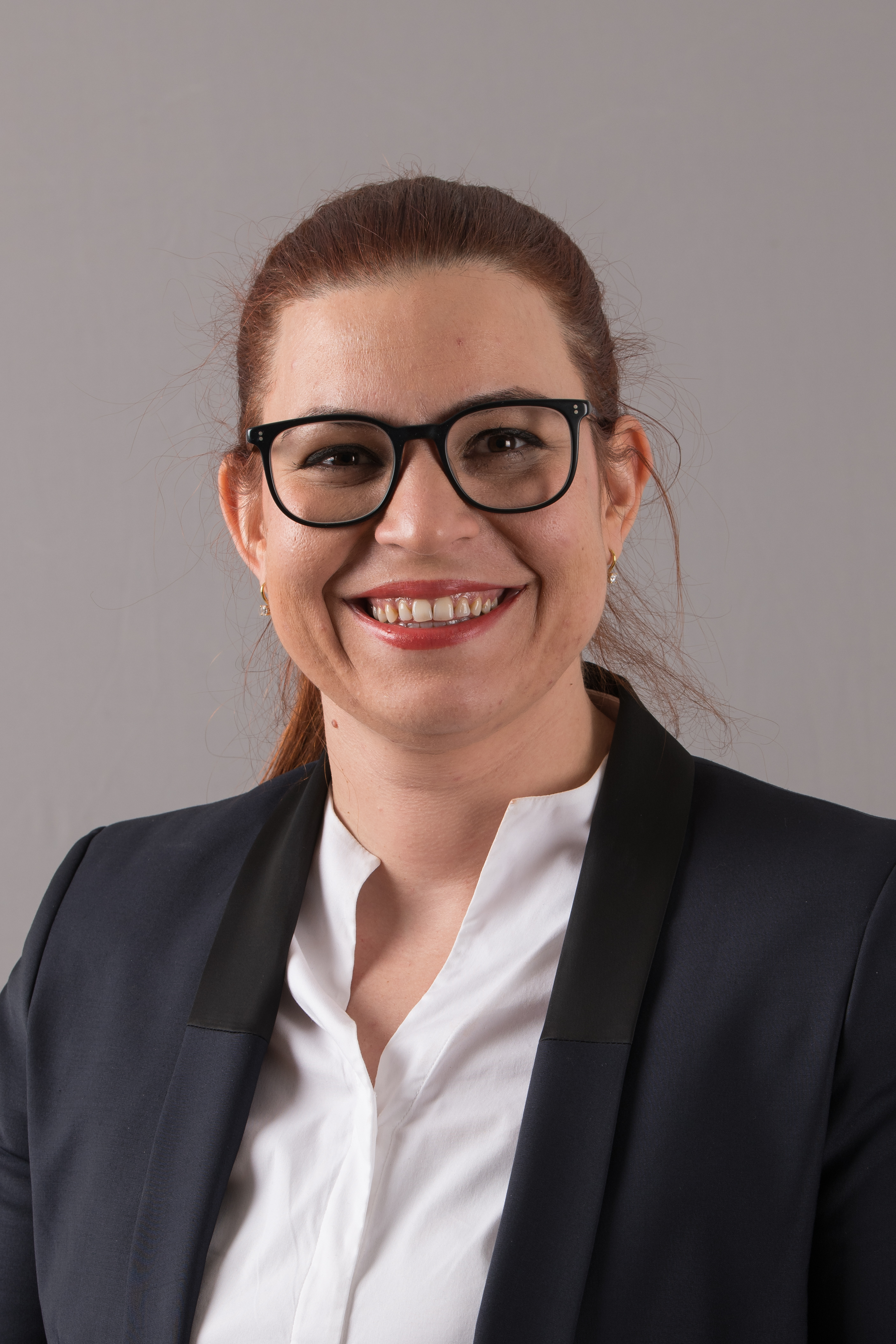
Nina Tomaselli (2017)

Nina Tomaselli (* 16. April 1985 in Feldkirch) ist eine österreichische Politikerin (GRÜNE). Tomaselli ist seit 2019 Abgeordnete zum österreichischen Nationalrat und war zuvor von 2014 bis 2019 Abgeordnete zum Vorarlberger Landtag. Seit 2018 ist sie auch Mitglied des Bundesvorstandes der Grünen, von 2019 bis 2022 war sie deren Stellvertretende Bundessprecherin.

## Berufliche und politische Karriere
Nina Tomaselli hat italienische Wurzeln und wuchs in einer politisch ÖVP-nahen Familie auf.
Tomaselli machte die Matura an der Höheren Lehranstalt für wirtschaftliche Berufe in Rankweil und studierte danach an der Universität Innsbruck Volkswirtschaftslehre, Geschichte und Wirtschaftspädagogik. 2014 begann sie das PhD-Program in Economics an den Universitäten Innsbruck und Linz. Berufliche Erfahrung sammelte Tomaselli als Mitarbeiterin im Bauprojektmanagement, im Vertriebscontrolling sowie am Institut für Wirtschaftstheorie an der Universität Innsbruck.
2010 war sie bei der Gründung der Gemeindegruppe der Grünen in Frastanz dabei und zog bei der Gemeindevertretungswahl 2010 als Grünes Mitglied in die Gemeindevertretung ein. Seit 2014 ist sie Mitglied im Landesvorstand der Grünen Vorarlberg und Abgeordnete zum Vorarlberger Landtag. Sie war im Grünen Landtagsklub Bereichssprecherin für die Themengebiete Finanzen, Raumordnung, Bauen/Wohnen, Jugend, Tierschutz, Kultur, Gemeinden/Gemeindekooperation, Demokratie/Bürgerbeteiligung, Medien und Rechnungshof. Aufgrund ihres Vorzugsstimmenergebnisses wurde Tomaselli 2015 bei der Gemeindevertretungswahl in Feldkirch für die Grünen zum Mitglied der Stadtvertretung gewählt.
Im November 2018 wurde sie am Bundeskongress der Grünen in den Bundesvorstand gewählt. Der erweiterten Bundesvorstand machte Nina Tomaselli bei seiner Sitzung am 1. Februar 2019 zu einer von zwei Stellvertretern von Bundessprecher Werner Kogler. Nachdem der Klubobmann des Grünen Landtagsklubs, Adi Gross, im April 2019 angekündigt hatte, bei der Landtagswahl 2019 nicht mehr kandidieren zu wollen und sich aus gesundheitlichen Gründen aus dem Landtag zurückzuziehen, übernahm Nina Tomaselli als stellvertretende Klubobfrau interimistisch dessen Aufgaben bis zum Ende der Legislaturperiode.
Im Vorfeld der Nationalratswahl in Österreich 2019 wurde Nina Tomaselli am 26. Juni 2019 von der Landesversammlung der Vorarlberger Grünen zu deren Landes-Spitzenkandidatin und Listenplatzersten auf der Landesliste für die Nationalratswahl nominiert. Bei der Wahl erreichte Tomaselli ein Grundmandat im Landeswahlkreis Vorarlberg und wurde somit in der konstituierenden Sitzung des Nationalrats der XXVII. Legislaturperiode am 23. Oktober 2019 als Abgeordnete angelobt. Im Juni 2022 folgte ihr Leonore Gewessler als stellvertretende Bundessprecherin nach. Für die Nationalratswahl in Österreich 2024 wählte die Landesversammlung der Vorarlberger Grünen Tomaselli erneut zur Listenplatzersten der Landesliste. In der am 24. Oktober 2024 beginnenden XXVIII. Gesetzgebungsperiode wurde sie im Grünen Parlamentsklub Bereichssprecherin für Wohnen, Finanzen, Rechnungshof und Kontrolle.

## Kritik
Mehrere Presseberichte halten ihr Doppelmoral vor: 2023 tauchten Berichte, wonach sie im Flugzeug statt im Zug von Wien nach Vorarlberg gereist sei, auf. Insgesamt soll sie allein 2023 50000 Flugkilometer zurückgelegt haben, darunter zwei von ihr bestätigte Flüge nach Tokio und Seoul zu „parlamentarischen Freundschaftsbesuchen“ sowie mehrere Flüge zu Konferenzen im Madrid, Brüssel und Berlin. Der Steuerzahler komme hierbei für 90 % der Flugkosten auf, sie müsse 10 % beisteuern.